# Cuevas del Almanzora (ort)
Cuevas del Almanzora är en ort i Spanien.   Den ligger i provinsen Provincia de Almería och regionen Andalusien, i den sydöstra delen av landet, 400 km söder om huvudstaden Madrid. Cuevas del Almanzora ligger 99 meter över havet och antalet invånare är 13 025.
Terrängen runt Cuevas del Almanzora är platt söderut, men norrut är den kuperad. Runt Cuevas del Almanzora är det ganska tätbefolkat, med 134 invånare per kvadratkilometer. Närmaste större samhälle är Huércal-Overa, 11,6 km nordväst om Cuevas del Almanzora. Trakten runt Cuevas del Almanzora består till största delen av jordbruksmark.